# 刘长 (淮南王)
刘长（前198年—前174年），是汉高祖刘邦的第7个儿子，由刘邦女婿張敖所献的美人赵姬所生，被封为淮南王，因謀反，被漢文帝流放蜀郡而死，谥曰淮南厉王。他死后，由長子刘安（《淮南子》的作者）继承淮南王的爵位。

## 身世
刘长之母趙姬，本來是趙王張敖的姬妾。高祖八年（前199年），張敖的岳父劉邦巡遊趙國，張敖為了討好劉邦，命美艷的趙姬為劉邦侍寢，趙姬因此懷孕。張敖不敢再把趙姬召回後宮，於是在宮外另外修建房屋，供趙姬居住。後來趙國國相貫高暗殺劉邦未遂，被人告發，張敖下獄，身懷六甲的赵姬也連坐下獄。她弟弟趙兼请求審食其让呂后放了赵姬，呂后嫉妒趙姬，不理會，審食其也不敢尽力争取，趙姬生下劉長后，憤而自殺。劉長後由呂后養大。

## 报仇
前196年，淮南王黥布谋反被诛，刘长被封为淮南王， 決定向當年沒有力保母親趙姬的审食其报仇。由於审食其的后台皇太后呂后权力太大，劉長不敢妄为。陳平、周勃等元老列侯夷滅諸呂之后，皇位空缺，刘邦长孙齐王刘襄試圖爭取，但刘襄的起兵爭位，加上其母的娘家勢力龐大，使得元老列侯們不同意，欲从刘邦两个在世的儿子（刘长、刘恒）中选择一个繼位，大臣们认为刘长母亲（虽已死）心地不善，而且家里有势力，恐怕重演吕后的悲剧，不可以登基，因而選擇娘家勢力單薄、且為人仁善的刘恒繼位，是為汉文帝。漢文帝即位後，刘长依仗自己是皇帝的弟弟，骄横跋扈，藐视朝廷，但是文帝并没有怪罪他。後來，劉長亲自刺杀审食其，为其母趙姬报仇。

## 灭亡
前174年，刘长勾结匈奴、闽越谋反一事败露，丞相张苍领群臣要求文帝处死刘长。文帝只廢其王爵，发配蜀郡嚴縣的邛莱山，并且發還他十个愛妾，並給予每天五斤肉、两斗酒為家用。大臣袁盎反对這個處罰，认为刘长性情剛烈，不堪屈辱，必定会在途中死去，讓天下譏諷皇上殺了弟弟。汉文帝不相信，說只是想給刘长一點教訓。刘长果然因为不堪屈辱，絕食自杀而亡。
刘长死后，汉文帝將沒有給劉長飲食的官員都斬殺了，並依照列侯的禮節在雍縣葬了他，並賜予三十戶人家幫他守墳、掃墓。
劉長的三个儿子都封王，並由長子刘安继任淮南王的爵位。

## 家庭
- 父：劉邦
- 母：趙姬
- 王后：雍氏

### 子嗣
1. 刘安（前179年－前122年），先为阜陵侯，后为淮南王，谋反国除。
2. 刘勃（？－前152年），先为安阳侯，后为衡山王、济北王。
3. 刘赐（？－前122年），先为阳周侯，后为庐江王、衡山王，谋反国除。
4. 刘良（？－前166年），东城侯，早逝无后，谥号为“哀”。

## 註解
1. ↑  班固. . . 詔王、相國擇可立為淮南王者，群臣請立子長為王。
2. ↑  《汉书》卷四：十一月，淮南王長謀反，廢遷蜀嚴道，死雍。

发明豆腐的淮南王刘安家族
| 前任： 异姓王英布 | 西汉淮南王 前196年—前174年 | 繼任： 刘喜 |